# Everything Sucks!
Everything Sucks! (bra: Everything Sucks!; prt: É Tudo uma Porcaria!) é uma série de televisão de comédia dramática americana criada por Ben York Jones e Michael Mohan, que faz uma paródia da cultura adolescente de meados da década de 1990. A Netflix encomendou dez episódios de meia hora e lançou a série em 16 de fevereiro de 2018. A série se passa na cidade real de Boring, Óregon, em 1996, e se concentra em um grupo de adolescentes que frequentam a fictícia Boring High School enquanto gravam um filme juntos e lidam com questões como descobrir a própria sexualidade, saúde mental e amadurecimento.
Em 6 de abril de 2018, a Netflix cancelou a série após uma temporada.

## Enredo
Everything Sucks! gira em torno dos alunos da Boring High School, no Óregon, em 1996; centrado em torno do Clube de Audiovisual e do Clube de Teatro, com ambos os grupos considerados desajustados. Luke O'Neil é um calouro na Boring, junto com seus melhores amigos, McQuaid, um geek pessimista, e Tyler Bowen, um adolescente imaturo com a voz estridente. Imediatamente, os meninos são vistos como párias sociais e se juntam ao Clube de Audiovisual, onde Luke se apaixona por Kate Messner, a filha do diretor e estudante do segundo ano na Boring. Kate, no entanto, começa a questionar sua sexualidade e se apaixona pela estudante de teatro Emaline Addario, que está namorando seu colega também estudante de teatro Oliver Schermerhorn. No entanto, Kate começa a namorar Luke depois que rumores sobre ela ser lésbica se espalham pela escola.
Quando uma destruição acidental dos sets, causada inadvertidamente por Kate, faz com que a peça seja cancelada, Luke e seus amigos sugerem que o Clube de Audiovisual e o Clube de Teatro façam um filme juntos, que será exibido para toda a escola. Enquanto isso, Luke encontra fitas VHS que seu pai fez antes de deixar ele e sua mãe anos antes. Ao longo da temporada, a mãe de Luke, Sherry, começa a se aproximar de Ken Messner, o pai de Kate e o diretor da Boring, enquanto isso, Kate está lutando com sua identidade sexual, Tyler luta com o interesse de seus amigos apenas por garotas e McQuaid desenvolve uma paixão em Emaline, apenas para ser rejeitado.

## Elenco

### Principal
- Jahi Di'Allo Winston como Luke O'Neil, um novato no clube de audiovisual que tem uma queda por Kate Messner. Seu pai, Leroy, abandonou ele e sua mãe quando ele era criança.[9]
- Peyton Kennedy como Kate Messner, a filha do diretor e uma estudante do segundo ano no clube de audiovisual. Ela começa a questionar sua sexualidade e desenvolve uma queda por Emaline Addario.[9]
- Patch Darragh como Ken Messner, o diretor e o pai de Kate, que começa a se aproximar de Sherry, a mãe de Luke. Sua esposa, a mãe de Kate, morreu quando Kate tinha cinco anos.[9]
- Claudine Mboligikpelani Nako como Sherry O'Neil, a mãe de Luke e uma comissária de bordo que começa a se aproximar romanticamente de Ken.[9]
- Rio Mangini como McQuaid, um calouro no clube de audiovisual e um dos melhores amigos de Luke. Ele é conhecido por ser socialmente desajeitado com garotas.[9]
- Quinn Liebling como Tyler Bowen, um novato no clube de audiovisual e um dos melhores amigos de Luke. Ele tem TDAH e dislexia.[9]
- Sydney Sweeney como Emaline Addario, uma profissional no clube de teatro e ex-namorada de Oliver, com um grande dom para atuação.[9]
- Elijah Stevenson como Oliver Schermerhorn, um estudante de teatro e namorado de Emaline que quer fugir para Nova York.[9]

### Recorrente
- Abi Brittle como Leslie, uma membro religiosa do clube de audiovisual. Ela é amiga de Kate e mais tarde se apaixona por Tyler.[9]
- Jalon Howard como Cedric, um membro do clube de teatro[9]
- Connor Muhl como Scott Pocket, um estudante meio pervertido que lê os anúncios matinais com Jessica.
- Nicole McCullough como Jessica Betts, uma perfeccionista que lê os anúncios matinais com Scott.
- Ben York Jones como Sr. Stargrove, o peculiar professor do clube de audiovisual

### Convidado
- Zachary Ray Sherman como Leroy O'Neil, o pai de Luke que o abandonou quando ele tinha apenas 7 anos[9]
- Jen Taylor como Miss Stock, uma professora da Boring High School

## Episódios

### Resumo
| Temporada | Temporada | Episódios | Episódios | Originalmente exibido   |
| --------- | --------- | --------- | --------- | ----------------------- |
|           | 1         | 10        | 10        | 16 de fevereiro de 2018 |

### 1.ª Temporada (2018)
| N.º | Título (no Brasil)                                                                 | Dirigido por   | Escrito por                    | Lançamento              |
| --- | ---------------------------------------------------------------------------------- | -------------- | ------------------------------ | ----------------------- |
| 1 | "Plutonium" "Plutônio"                                                             | Michael Mohan  | Ben York Jones & Michael Mohan | 16 de fevereiro de 2018 |
| Quando um novo ano começa na escola Boring High, o calouro Luke e seus amigos, McQuaid e Tyler se juntam ao clube de audiovisual. Luke começa a se apaixonar por Kate Messner, a filha do diretor. Emaline, uma estudante de teatro, chama a atenção de Kate durante o almoço. Luke convida Kate para ir a sua casa para consertar sua câmera, e ela pega uma revista pornográfica de sua garagem. Em casa, Kate encara as fotos de mulheres na revista e está prestes a se masturbar antes que seu pai entre e a interrompa, pensando que ela está olhando as fotos devido à insegurança quanto à sua imagem corporal. Luke então faz um plano de como convidar Kate para sair. |                                                                                    |                |                                |                         |
| 2 | "Maybe You’re Gonna Be the One That Saves Me" "Será que é você que vai me salvar?" | Michael Mohan  | Ben York Jones & Michael Mohan | 16 de fevereiro de 2018 |
| Luke planeja como convidar Kate para sair. Kate, depois de encontrar Emaline no vestiário, lida com rumores de que ela é lésbica e acaba encontrando a palavra 'sapatão' escrita em seu armário. Luke faz um vídeo para Kate baseado no videoclipe de "Wonderwall" e começa a convidá-la para sair, e ela diz que sim. Enquanto isso, Luke encontra fitas VHS, que contêm vídeos de seu pai, que o deixou quando ele era jovem, falando para a câmera. |                                                                                    |                |                                |                         |
| 3 | "All That and a Bag of Chips" "Tudo isso e muito mais"                             | Michael Mohan  | Noelle Valdivia                | 16 de fevereiro de 2018 |
| Luke e Kate assistem ao clube de teatro ensaiar para a próxima peça da escola, mas Kate acaba acionando o alarme de incêndio quando Luke tenta beijá-la, destruindo os cenários da peça. O clube de teatro planeja vingança depois que sua peça for cancelada, resultando em Emaline indo para a detenção, assim como Luke, que encobre Kate. No final, Kate, McQuaid, Tyler e Luke vão para o clube de teatro com um plano para aliviar as tensões. Enquanto isso, Ken, o diretor, e Sherry, a mãe de Luke, se encontram quando Sherry é chamada após a detenção de Luke. |                                                                                    |                |                                |                         |
| 4 | "Romeo & Juliet in Space" "Romeu e Julieta no espaço"                              | Michael Mohan  | Hayley Tyler                   | 16 de fevereiro de 2018 |
| Luke, Tyler, McQuaid e Kate apresentam a ideia de um filme no lugar da peça, a fim de amenizar as tensões entre os dois grupos. Enquanto brinca de girar a garrafa, Luke pousa em Kate e eles se beijam no armário, o que resulta em Kate revelando que ela se acha lésbica. Em seguida, o clube de teatro diz que aceitará a oferta do clube de audiovisual. Enquanto isso, Sherry e Ken se envolvem em um comportamento imaturo espontâneo, incluindo jogar papel higiênico na casa de alguém. |                                                                                    |                |                                |                         |
| 5 | "'"What the Hell’s a Zarginda?" "O que é uma Zarginda?"                            | Ry Russo-Young | Ben York Jones & Michael Mohan | 16 de fevereiro de 2018 |
| Luke tenta ajudar Kate a lidar com sua recente revelação. Luke sugere que eles mantenham um relacionamento para que ninguém suspeite que ela é lésbica com a condição de Luke contar a Kate se começar a se apaixonar por ela. Luke e Oliver fazem testes para o filme antes de escalar Oliver e Emaline para os papéis principais. Emaline leva Kate às compras depois que ela é informada que Kate ajudaria com as fantasias. Ken convida Luke para jantar, e Luke percebe que está apaixonado por Kate depois de ouvi-la cantar "Rocket Man". |                                                                                    |                |                                |                         |
| 6 | "Sometimes I Hear My Voice" "Às vezes, ouço minha própria voz"                     | Ry Russo-Young | Ben York Jones                 | 16 de fevereiro de 2018 |
| Luke consegue ingressos para ele e Kate verem Tori Amos em Portland, então eles pegam um carro na garagem de Luke e dirigem até lá. No show, Kate vê duas garotas se beijando e percebe que é hora de ela e Luke se separarem. Kate começa a discutir com Luke e diz a ele que ela está feliz do jeito que está e que nada pode mudá-la. Ela diz que era importante que ela soubesse quem ela era, dizendo que ele precisava parar de fazer isso por ele. Ela então diz a Luke que ele apenas gostou da ideia dela e da ideia de uma namorada. Ken e Sherry compartilham do contrabando que foi confiscado de um aluno, eles circulam pela escola antes de nadar e se beijar, antes que Kate chame Ken para buscá-los seguindo o carro que está sendo rebocado. |                                                                                    |                |                                |                         |
| 7 | "Cheesecake to a Fat Man" "É como um pedaço de bolo para um gordo"                 | Ry Russo-Young | Sean Cummings                  | 16 de fevereiro de 2018 |
| Após seu rompimento com Kate, Luke está com raiva e irritado em seus últimos dias de filmagem. Kate muda de quarto e tenta furar seu nariz, enquanto seu pai celebra com alegria após sua noite com Sherry. Kate então convence seu pai a financiar uma viagem de campo a Dominguez Rocks, para servir de pano de fundo para uma parte do filme. Enquanto isso, Oliver, Emaline e Tyler experimentam drogas com a ajuda de McQuaid após uma visita na internet. |                                                                                    |                |                                |                         |
| 8 | "I Just Wanna Be Anybody" "Eu só quero ser alguém"                                 | Michael Mohan  | Hayley Tyler                   | 16 de fevereiro de 2018 |
| O clube de audiovisual e o clube de teatro vão para a Califórnia para filmar cenas importantes para o filme. No entanto, quando é revelado que Oliver partiu para Nova York, McQuaid se oferece para assumir o papel. Na ausência de Oliver, Emaline começa a agir e se vestir de forma diferente e no motel naquela noite, ela diz a Kate que tem sorte de ser ela mesma porque tem medo de quem ela é agora sem Oliver. Emaline então admite que tinha ciúmes de Kate, enquanto Kate admite que acha Emaline atraente e as duas quase se beijam antes de serem interrompidas. Enquanto isso, Kate rastreia o pai de Luke em uma Blockbuster e leva Luke para vê-lo. No entanto, Luke sai rapidamente e fica com raiva de Kate. |                                                                                    |                |                                |                         |
| 9 | "My Friends Have Been Eaten by Spiders" "Meus amigos foram devorados por aranhas"  | Michael Mohan  | Noelle Valdivia                | 16 de fevereiro de 2018 |
| Voltando para casa de sua viagem, Luke descobre que sua mãe e Ken estão se vendo e começa a reagir com raiva a isso, fazendo com que Sherry cancele seu relacionamento. Luke fica frustrado depois que a sequência do filme foi editada sem sua permissão. Emaline e Kate conversam, e Emaline pergunta se Kate quis dizer o que disse no motel, ao que Kate diz que sim e ambas admitem seus sentimentos uma pelo outra. Kate logo percebe que Luke teve algo a ver com a separação dos pais e começa a conversar com ele. Kate conta a ele sobre sua memória favorita de sua mãe, um dia em que sua mãe a levou para a feira do condado. Kate então diz a ele que mais tarde naquele dia, sua mãe se matou pulando da ponte em que elas estavam. Kate expressa raiva de Luke por tudo o que ele fez para estragar a felicidade de seu pai. Enquanto isso, McQuaid planeja chamar Emaline após o beijo deles durante as filmagens. |                                                                                    |                |                                |                         |
| 10 | "We Were Merely Freshmen" "Éramos apenas novatos"                                  | Michael Mohan  | Ben York Jones & Michael Mohan | 16 de fevereiro de 2018 |
| Luke, de última hora, filma e edita o filme seguindo as palavras de Kate para ele e traça um plano para reunir sua mãe e Ken novamente. Kate percebe que a mudança no final é sobre eles, e Luke finalmente percebe que são apenas amigos. Kate expressa sua gratidão a Luke, e eles fazem as pazes e Luke pede desculpas a sua mãe após o filme. Após a exibição, Emaline leva Kate de volta ao auditório, onde dançam ao som de "Duran Duran" no palco e se beijam. McQuaid, que reuniu coragem para convidar Emaline para sair, acaba vendo elas se beijando e sai, abatido. Depois disso, Kate, Ken, Sherry e Luke vão buscar pizza. A temporada termina com o pai de Luke, Leroy, aparecendo na porta. |                                                                                    |                |                                |                         |

## Produção
As filmagens da série aconteceram em Óregon, nas cidades de Boring, Oregon City, Portland e na Fort Rock State Natural Area perto de Bend, no verão de 2017. A equipe conseguiu filmar em um Blockbuster real em Sandy, que acabou fechando depois que terminaram de filmar.

## Recepção

### Recepção crítica
Everything Sucks! recebeu críticas positivas. O site agregador de críticas Rotten Tomatoes deu à primeira temporada uma classificação de aprovação de 72% com base em 47 avaliações e uma classificação média ponderada de 6,1/10. O consenso crítico do site diz: "Uma série falha que preenche todos os requisitos nostálgicos, Everything Sucks! ainda consegue puxar as cordas do coração". O Metacritic deu à primeira temporada uma pontuação normalizada de 62 de 100 com base em 19 críticas, indicando "revisões geralmente favoráveis". A série foi frequentemente comparada a Stranger Things, Freaks and Geeks, e Degrassi: The Next Generation.
Everything Sucks!, embora tenha sido uma série bem recebida, foi criticada pelo uso exagerado de clichês, situações às vezes irrealistas (incluindo dois adultos que fumam maconha no campus), além de não desenvolver seus personagens coadjuvantes. No entanto, o enredo de revelação e as atuações do elenco, principalmente Winston e Kennedy, receberam muitos elogios. Emine Saner, do The Guardian, escreveu que os criadores "levaram a ideia de nostalgia e adolescência a tal ponto que acabaram repetindo clichês", mas elogiaram o enredo de Kate, bem como as atuações de Winston e Kennedy. Por outro lado, Jen Chaney, da Vulture, deu a série uma crítica positiva, elogiando o "tratamento dispensado aos personagens mais jovens" e, mais uma vez, elogiou as atuações de Kennedy e Winston. No entanto, ela criticou algumas escolhas de diálogo, algumas músicas e os personagens coadjuvantes subdesenvolvidos. Caroline Framke, da Vox, disse que "demora muito tempo para descobrir sua trama em um romance típico de amadurecimento. Mas quando chega lá, fica ótimo" e elogiou especialmente o enredo de Kate.